# کی ۲ - ۱۸ بی
کی ۲–۱۸ بی (انگلیسی: K2-18b) که همچنین EPIC 201912552 b نامیده می‌شود، یک سیارهٔ فراخورشیدی که بر گرد کوتوله سرخ کی ۲ - ۱۸ می‌گردد و در فاصله ۱۲۴ سال نوری از زمین قرار دارد. این سیاره نخستین بار توسط تلسکوپ فضایی کپلر کشف شد. این سیاره با جرمی هشت برابر زمین، اصطلاحاً یک ابرزمین محسوب می‌شود و در کمربند حیات ستارهٔ مجاورش قرار دارد.
در سال ۲۰۱۹ دو پژوهش مستقل، با ترکیب اطلاعات به دست آمده از تلسکوپ کپلر، تلسکوپ فضایی اسپیتزر و تلسکوپ فضایی هابل به این نتیجه رسیدند که مقدار قابل توجهی بخار آب در جو این سیاره هست. این نخستین بار است که چنین یافته‌ای برای یک سیاره در کمربند حیات کشف شده است.
در سال ۲۰۲۳، تلسکوپ فضایی جیمز وب توانست در هواکرهٔ‌ این سیارهٔ فراخورشیدی، متان و کربن دی‌اکسید شناسایی کند. داده‌های وب حاکی از آن است که این سیاره ممکن است پوشیده از اقیانوس، با اتمسفری غنی از هیدروژن باشد.
در آوریل ۲۰۲۵ تلسکوپ فضایی جیمز وب شواهدی مبنی بر وجود حیات در این سیاره را مشاهده کرد. این قوی‌ترین شواهد مبنی بر وجود حیات در سیاره‌ای فرا خورشیدی است.
در تحقیقات جدید انجام شده توسط جیمز وب ابتدا نشانه‌های ضعیفی از «دی‌متیل سولفید» را پیدا شد و در بررسی‌های بعدی با دقت بالاتر، این نشانه‌ها قوی‌تر و تکرارپذیر شدند.
در این تحقیقات دی‌متیل سولفید (DMS) و همچنین ترکیب شیمیایی دیگری به نام «دی‌متیل دی‌سولفید» (DMDS) نیز شناسایی گردید. هر دو ترکیب تنها از طریق فعالیت زیستی در زمین شناخته شده‌اند و احتمال دارد که منبع آن‌ها در کی ۲–۱۸ بی نیز زیستی باشد.

## ستاره مادر
کی ۲–۱۸ یک ستاره کوتوله سرخ نوع M از کلاس طیفی M3V در صورت فلکی شیر است که ۰٫۰۷۹ ± ۳۸٫۰۲۵ پارسک (۱۲۴٫۰۲ ± ۰٫۲۶ سال نوری) از خورشید دوراست. این ستاره سردتر و کوچکتر از خورشید است و دمای آن ۳۴۵۷ کلوین (۳۱۸۴ درجه سانتیگراد؛ ۵۷۶۳ درجه فارنهایت) و شعاع ۴۵ درصد شعاع خورشید است  و با چشم غیر مسلح از زمین قابل مشاهده نیست. این ستاره ۰٫۶ ± ۲٫۴ میلیارد سال سن دارد و فعالیت‌های ستاره‌ای در حد متوسطی را از خود نشان می‌دهد، اما این که آیا دارای لکه‌های ستاره‌ای باشد، که سیگنال‌های کاذبی هنگام گذر سیاره‌ای از برابر آنها ایجاد می‌شود، مشخص نیست.
تخمین زده می‌شود که تا حدود ۸۰ درصد از تمام ستارگان کوتولهٔ M در مناطق قابل سکونت خود سیاره‌هایی دارند،  از جمله ستارگان: ال‌اچ‌اس ۱۱۴۰، پروکسیما قنطورس و تراپیست-۱. داشتن جرم کم، اندازه و دمای پایین این ستارگان و چرخش‌های مکرر آنها، شناسایی این سیاره‌ها را آسان‌تر می‌کند. از سوی دیگر، درخشندگی کم ستارگان می‌تواند تجزیه و تحلیل طیف‌سنجی سیاره‌ها را دشوار کند،  و ستارگان اغلب با درخشش و سطوح ستاره‌ای ناهمگن (فاکولا و لکه‌های ستاره‌ای) فعال هستند، که می‌تواند سیگنال‌های طیفی اشتباهی را هنگام بررسی یک سیاره تولید کند.

## ویژگی‌های فیزیکی
شعاع کی ۲–۱۸ بی ۲٫۶۱۰±۰٫۰۸۷ شعاع زمین و جرم آن ۸٫۶۳±۱٫۳۵ جرم زمین است و در هر ۳۳ روز زمینی یک بار به دور ستاره خود می‌چرخد. عبور این سیاره از مقابل ستاره مادر از زمین دیده می‌شود.
این سیاره به احتمال زیاد در قفل کشندی ستارهٔ خود گرفتار است، هرچند با توجه به گریز از مرکز مداری آن، ممکن است تشدید مدار چرخشی مانند عطارد نیز داشته باشد.